# Max Aigner
Max Aigner (* 27. März 1864 in Landshut; † 22. Januar 1924 in Ebersberg) war ein deutscher Verwaltungsjurist und Bezirksoberamtmann.

## Leben
Max Aigner studierte Rechtswissenschaften und legte 1890 das Große juristische Staatsexamen ab. Seit dem Wintersemester 1884/85 war er Mitglied der Studentenverbindung Akademischer Gesangverein München im SV. 1892 kam er als Assessor zum Bezirksamt Günzburg. Zum 1. Juli 1903 wurde er als Bezirksamtmann mit der Leitung des Bezirksamtes Parsberg betraut. Am 12. März 1911 zum Regierungsrat befördert, übernahm er zum 1. Juni 1911 die Leitung des Bezirksamtes Ebersberg. Am 1. April 1920 wurde Aigner als Bezirksoberamtmann übergeleitet und zum Oberregierungsrat befördert. Er starb am 22. Januar 1924 im Dienst.